# Cameroon International 2017
Die Cameroon International 2017 im Badminton fanden vom 13. bis zum 16. Juli 2017 in Yaoundé statt.

## Sieger und Platzierte
| Disziplin    | Gold                                               | Silber                                         | Bronze                                                      |
| ------------ | -------------------------------------------------- | ---------------------------------------------- | ----------------------------------------------------------- |
| Herreneinzel | Bahaedeen Ahmad Alshannik                          | Sahil Sipani                                   | Adham Hatem Elgamal                                         |
| Herreneinzel | Bahaedeen Ahmad Alshannik                          | Sahil Sipani                                   | Mohamed Mostafa Kamel                                       |
| Dameneinzel  | Hana hesham Mohamed                                | Madeleine Carene Leticia Akoumba Ze            | Josephine Brinda Mengue                                     |
| Dameneinzel  | Hana hesham Mohamed                                | Madeleine Carene Leticia Akoumba Ze            | Stella Joel Ngadjui                                         |
| Herrendoppel | Bahaedeen Ahmad Alshannik Mohd Naser Mansour Nayef | Adham Hatem Elgamal Mohamed Mostafa Kamel      | Landry Menguele Fulbert Eric Ndimako                        |
| Herrendoppel | Bahaedeen Ahmad Alshannik Mohd Naser Mansour Nayef | Adham Hatem Elgamal Mohamed Mostafa Kamel      | Kouakou Franck Armel Eude Ahi Alex Patrick Zolobe           |
| Damendoppel  | Laeticia Guefack Ghomsi Louise Lisane Mbas         | Louise Reine Mbida Mbida Stella Joel Ngadjui   | Madeleine Carene Leticia Akoumba Ze Josephine Brinda Mengue |
| Mixed        | Antoine Eddy Owona Ndimako Louise Lisane Mbas      | Pierre Frederic Bitep Louise Reine Mbida Mbida | Mamoudou Soudi Madeleine Carene Leticia Akoumba Ze          |
| Mixed        | Antoine Eddy Owona Ndimako Louise Lisane Mbas      | Pierre Frederic Bitep Louise Reine Mbida Mbida | Felix Dureil Nkonomo Bengono Stella Joel Ngadjui            |